# Carchi tartomány
Carchi Ecuador egyik északi tartománya a kolumbiai határánál. A székhelye a termálvizeiről híres Tulcán, amely egyben az ország legmagasabban fekvő városa is.

## Gazdaság
A tartomány gazdasága az iparra és a mezőgazdaságra épül. Carchi-ban termelnek élelmiszert, italokat, dohányt és tejtermékeket. A mezőgazdasági ágazatban termelnek burgonyát, kukoricát stb.

## Kantonok
A tartományban 6 kanton van.
| Kanton             | Népesség (2001) | Terület (km²) | Székhely    |
| ------------------ | --------------- | ------------- | ----------- |
| Bolívar            | 13 898          | 353           | Bolívar     |
| Espejo             | 13 515          | 554           | El Ángel    |
| Mira               | 12 919          | 588           | Mira        |
| Montúfar           | 28 576          | 383           | San Gabriel |
| San Pedro de Huaca | 6 856           | 71            | Huaca       |
| Tulcán             | 77 175          | 1801          | Tulcán      |